# Zip drive

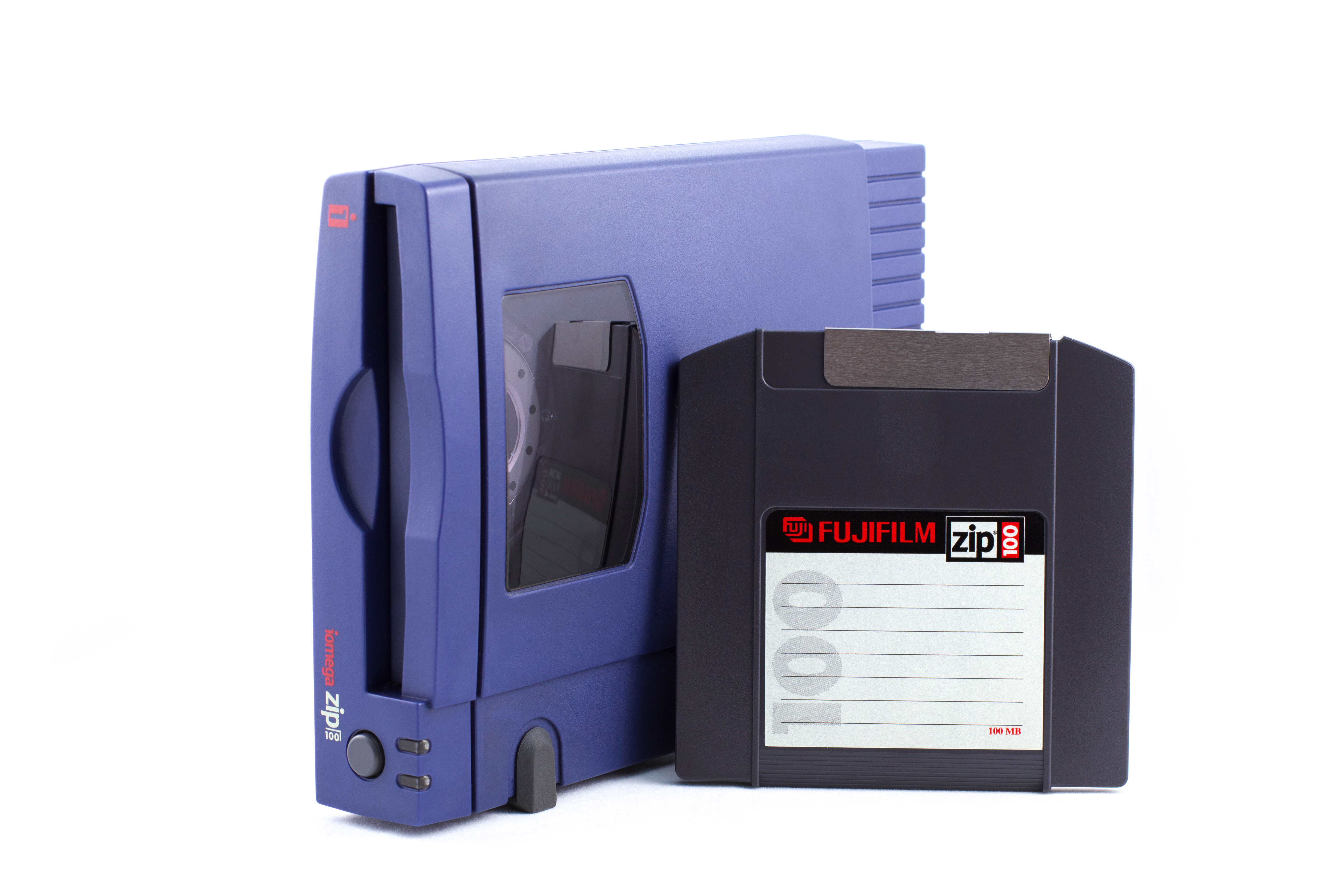
En zip-läsare med tillhörande disk.

Zip-läsare (från engelskans Zip drive) är ett lagringsmedium för datorer, lanserat av Iomega år 1994. Senare tillverkades den även av andra tillverkare som Verbatim, Toshiba och Epson. Den var populär i mitten av 1990-talet innan CD-ROM och USB-minnen blev vanliga.
Den påminner om 3,5 tums-diskettläsare med diskar som matas in i läsaren. Skillnader är att den arbetar snabbare och att diskarna har betydligt större lagringskapacitet än disketterna som vanligtvis bara rymmer 1,44 MB, och därför lämpar sig bättre för exempelvis säkerhetskopiering. Ursprungligen hade diskarna en kapacitet på 100 MB, men i senare versioner utökades utrymmet till 250 MB och sedan 750 MB. Zip-läsare finns både som interna och externa.